# Политбюро ЦК КПК 13-го созыва
Политбюро ЦК КПК, избранное в ноябре 1987 года на первом пленуме ЦК КПК 13-го созыва, избранного XIII съездом КПК, полномочное до следующего XIV съезда КПК, прошедшего в октябре 1992 года.
Члены Политбюро 13-го созыва в порядке возрастания количества черт в иероглифе фамилии, жирным шрифтом выделены избранные в состав следующего 14-го созыва, подчёркнуты члены (с курсивом — кандидат в члены) предыдущего 12-го созыва:
(Годы жизни, партийные и прочие основные должности указаны на время полномочий данного созыва Политбюро.)
- Вань Ли (род. 1916), председатель ПК ВСНП (1988—1993), член Политбюро 12 созыва, секретарь ЦК КПК 11—12 созывов (с 1980 года), член ЦК 11 созыва
- Тянь Цзиюнь (род. 1929), 2-й по рангу вице-премьер Госсовета КНР (1988—1993, 4-й — с 1983 года), в 1985 году был кооптирован в Секретариат и Политбюро ЦК КПК 12 созыва, член ЦК 12 созыва
- Цяо Ши (род. 1924), также член Посткома, глава ЦКПД (1987-1992), с 1985 года член Политбюро и Секретариата ЦК 12 созыва, член ЦК 12 созыва
- Цзян Цзэминь (род. 1926), член Посткома с 1989 года, генеральный секретарь ЦК КПК (1989—2002), председатель ЦВС (1989/90—2004/5), мэр Шанхая (1985—1988) и глава его горкома КПК (1987—1989), член ЦК 12 созыва.
- Ли Пэн (род. 1928), также член Посткома, Премьер Госсовета КНР (1987—1998), с 1985 года член Политбюро и Секретариата ЦК 12 созыва, член ЦК 12 созыва.
- Ли Теин (род. 1936), министр электронной промышленности (1985—1988) и министр по реструктуризации экономики (1987—1988), член Госсовета КНР (1988—1998) и пред. Госкомитета по образованию (1988—1993); кандидат в члены и затем член ЦК 12 созыва.
- Ли Жуйхуань (род. 1934), в 1989 году кооптирован в секретариат ЦК и Постком Политбюро, мэр Тяньцзиня (1982—1989) и глава его горкома КПК (1987—1989), глава центральной руководящей группы по пропаганде и идеологической работе (1989—1992), член ЦК 12 созыва
- Ли Симин (род. 1926), глава Пекинского горкома КПК (1984—1992), член ЦК 12 созыва
- Ян Жудай (род. 1926), глава парткома пров. Сычуань (1983—1993), член ЦК 12 созыва
- Ян Шанкунь (род. 1907), Председатель КНР (1988—1993), генсек ЦВС (1981—1989)
- У Сюэцянь (род. 1921), 3-й по рангу вице-премьер Госсовета КНР (1988—1993), с 1985 года член Политбюро ЦК КПК 12 созыва, член ЦК 12 созыва
- Сун Пин (род. 1917), в 1989 году доизбран в постком Политбюро, заведующий Орготделом ЦК (1987—1989), член ЦК с 11 созыва.
- Чжао Цзыян (род. 1919), также член посткома, генсек ЦК КПК (1987—1989)[1]
- Ху Цили (род. 1929), также член посткома — исключён в 1989 году, секретарь ЦК КПК 12 созыва, с 1985 года член Политбюро ЦК КПК 12 созыва
- Ху Яобан (1915 — 15 апреля 1989), экс-генеральный секретарь ЦК КПК (был им в 1980—1987 гг.), член посткома Политбюро с V Пленума ЦК КПК XI созыва (1980) по осень 1987 года, член Политбюро с 1978 года.
- Яо Илинь (род. 1917), также член посткома, первый заместитель премьера Госсовета КНР (1988—1993), секретарь ЦК КПК 12 созыва, с 1985 года член Политбюро ЦК КПК 12 созыва (изначально кандидат в члены), член ЦК с 11 созыва (кандидат в члены ЦК 10 созыва).
- Цинь Цзивэй (род. 1914), министр обороны КНР (1988—1993), кандидат в члены Политбюро 12 созыва, член ЦК с 10 созыва.
- Кандидат в члены Политбюро:   Дин Гуаньгэнь (род. 1929), в 1989 году кооптирован в секретариат ЦК КПК, министр путей сообщения (1985—1988), начальник Канцелярии по делам Тайваня при Госсовете КНР и одновременно зампред Госплана (1988—1990), заведующий Отделом единого фронта ЦК КПК (1990—1992), член ЦК с 12 созывакооптирован 1985.

Из 17 членов и одного кандидата в члены:
- Десятеро членов являлись членами и предыдущего 12-го созыва Политбюро, еще один член был того кандидатом в члены. Все пятеро членов новоизбранного посткома являлись членами предыдущего Политбюро, причем один (Чжао Цзыян) также входил в том в постком.
- Семеро будут переизбраны в состав следующего 14-го созыва (один из них перейдя из кандидатов в члены).
- Единственным представителем ВСНП в Политбюро являлся председатель его посткома Вань Ли[2].

Из четырех первоначальных членов Секретариата ЦК КПК 12-го созыва двое также являлись членами посткома Политбюро: Цяо Ши и Ху Цили (исключён из посткома в 1989 году).